# Llista d'unitats de l'exèrcit romà
Això és una llista dels tipus d'unitats i rangs de l'exèrcit Romà des de la República Romana fins a l'Imperi Romà tardà. La distinció entre rang i tipus d'unitat no sembla que hagi estat tan precisa com en un exèrcit de dia modern, en el qual un soldat té un grau, un sou, la descripció de les seves funcions, i una unitat assignada. Per exemple, els hastats en un primer moment, portaven una hasta i se situaven en segona línia a la batalla, i després van portar javelines i lluitaven a primera línia.

## Tipus d'unitats
- Accensus - qualsevol oficial públic que atenia alguns dels magistrats romans; o també un soldat supernumerari que cobria els llocs dels oficials morts o incapacitats per les seves ferides durant la República romana
- Adscripticius - un soldat supernumerari de la República romana que ocupava el lloc dels oficials morts o incapacitats per les seves ferides.
- Antesignani - tropes d'avantguarda. Antesignani vol dir " aquells situats abans de l'estàndard " (Signus, Signum)
- auxilia - les tropes a l'exèrcit romà de l'últim període Republicà i durant l'Imperi que al principi es van quedar estacionades a la seva província d'origen, però que més tard van adoptar la tasca de suport especialitzat de les legions. Un exemple seria l'arquer sirià.
- Foners balears - Foners experts naturals de les Illes Balears a la mediterrània.
- Buccel·larii - una unitat de soldats al Baix Imperi romà i a l'Imperi Romà d'Orient, que no depenien de l'estat, sinó més aviat d'un general o un governador.
- catafractarii - soldats de cavalleria armats pesantment, i amb una armadura pel cavall també molt pesant, creats a imitació de la cavalleria dels Parts i desplegats pels romans al segle ii durant el regnat de l'emperador Hadrià. Se'ls coneixia pel nom de "genets de ferro" a causa de la seva armadura que cobria genet i cavall per complet. Era una cavalleria desenvolupada durant l'Imperi d'Orient.
- Classiarii - Mariners romans
- Celeres - una força de 300-500 homes. Probablement derivaven de la cavalleria que va servir com a guàrdia personal als primerencs reis romans, durant la monarquia. El seu nom Celer significa en llatí "ràpid ".
- Clibanarii - una unitat militar de genets pesats armats similars al Catafractes. Vestien una pesant armadura i utilitzaven una maça com arma. Eren una unitat de l'Imperi Romà d'Orient.
- Cohort urbana - una unitat de policia de la ciutat de Roma que va arribar a contrapesar el poder de la guàrdia pretoriana.
- Comitatenses - el nom donat als legionaris després que les reformes de Constantí. El seu nom prové de "comites" (d'aquí la paraula comte) que era l'oficial que els dirigia.
- Comitatenses Palatini o Auxilia Palatina -exèrcit de campanya del Baix Imperi romà que estava sota el comandament directe de l'emperador. Constituïa una guàrdia palatina que també operava en campanya. Més o menys 1 de cada 5 membres era d'origen bàrbar.
- dromedarii - unitat de camells utilitzada com a força auxiliar i reclutada a les províncies de desert de l'Imperi Romà de l'est.
- Duplicarius - Oficial de l'exèrcit que pels seus mèrits rebia doble sou que els altres
- Equites - tropes de cavalleria constituïdes a partir de la classe romana eqüestre.
- Foederati - soldats proporcionats per tribus bàrbares a canvi de diners.
- frumentarii - Membres del servei secret de l'Imperi Romà. Normalment actuaven amb uniforme.
- Hastats - la primera línia de batalla de l'Exèrcit romà Republicà abans de les reformes de Mari.
- herculiani - la guàrdia imperial dels Emperadors de l'Imperi Romà des del 284 fins al 988 establerta per l'emperador Dioclecià.
- Ioviani (també se'ls deia Jovians) - la guàrdia imperial dels Emperadors de l'Imperi Romà de 284 fins a 988 establerta per l'emperador Dioclecià. El seu nom prové del déu Jove.
- Lancearii - Llancers de campanya desplegats per donar suport als comitatenses. Es creu que van arribar a ser una unitat d'elit.
- Latini - les tropes aliades de la República formades per no ciutadans que vivien en ciutats aliades llatines
- Limitanei -Creats per l'emperador Constantí eren una unitat fronterera, semblants als auxiliars dels primers segles de l'Imperi Romà, que tenien com a funció repel·lir en un primer moment les invasions bàrbares fins l'arribada dels comitatenses.
- Llancers Menapis - Menys nombrosos i els millors mercenaris auxiliars.
- Arquers Nabateus - arquers auxiliars reclutats a Nabatea, el que és ara Jordània.
- Numerii - Una unitat de tropes auxiliars de l'exèrcit romà, formada normalment per estrangers.
- pedites - nom de la infanteria del primer exèrcit de la monarquia romana.
- Peditatus - un terme que es refereix a qualsevol soldat d'infanteria en l'Imperi Romà
- Pretorians - una força especial de guardaespatlles usada pels Emperadors romans. Va ser dissolta per Constantí. Formaven la Guàrdia pretoriana.
- Prínceps - la segona línia de batalla en l'Exèrcit romà Republicà abans de les reformes de Mari, equipats primer amb una hasta i després amb un pílum.
- rorarii - la línia final, o de reserva, a l'exèrcit republicà d'abans de les reformes de Mari. Van desaparèixer abans d'aquestes reformes, ja que els triaris feien aquesta funció
- Sagitaris - els arquers, i també els arquers auxiliars muntats a cavall reclutats principalment a l'Àfrica i als Balcans durant l'Imperi Romà d'Orient
- Escoles palatines - una tropa de l'elit de soldats creat per l'emperador Constantí el Gran per donar protecció personal a l'emperador i a la seva família. Eren els substituts de la guàrdia pretoriana.
- Socii - els aliats de l'exèrcit romà
- speculatores - els exploradors i l'element de reconeixement de l'exèrcit romà
- supernumerarii - una tipus de soldats que servien per omplir els llocs dels morts o impossibilitat per les seves ferides
- Triaris - la tercera línia estàndard d'infanteria de l'exèrcit de la República romana
- Vèlits - una classe d'infanteria lleugera en l'exèrcit de la República romana. Llançaven javelines.
- Vigiles - els bombers i la policia de Roma Antiga.